# ジェフ・エカトール
オサユキ・ジェフ・エカトール（Osayuki Jeff Ekhator, 2006年11月11日 - ）は、イタリアのリグーリア州ジェノヴァ出身のプロサッカー選手。セリエAのジェノアCFC所属。ポジションはフォワード。

## 経歴
8歳でジェノアCFCのユースアカデミーに加入。2023-24シーズンはU-18、U-19チームでプレーした。
2024年7月からトップチームに帯同するようになる。8月9日、コッパ・イタリア初戦のACレッジャーナ1919戦に途中出場してプロデビューした。17日のインテルナツィオナーレ・ミラノ戦に途中出場し、セリエAの公式戦に初出場した。

## 代表歴
2024年、U-19イタリア代表に初選出された。